# Dactyladenia pallescens
Dactyladenia pallescens là một loài thực vật có hoa trong họ Cám. Loài này được (Baill.) Prance & F.White mô tả khoa học đầu tiên năm 1979.